# Ложок (Ленинградская область)
Ложок — деревня в Волошовском сельском поселении Лужского района Ленинградской области.

## История
Согласно материалам по статистике народного хозяйства Лужского уезда 1891 года, пустошь Ложок площадью 200 десятин принадлежала купцу Л. М. Потельчецу, она была приобретена им в 1888 году за 2200 рублей.
В XIX — начале XX века пустошь, а затем деревня административно относились к Бельско-Сяберской волости 4-го земского участка 2-го стана Лужского уезда Санкт-Петербургской губернии.
По данным «Памятной книжки Санкт-Петербургской губернии» за 1905 год деревня называлась Ложек и входила в состав Сабицкого сельского общества.

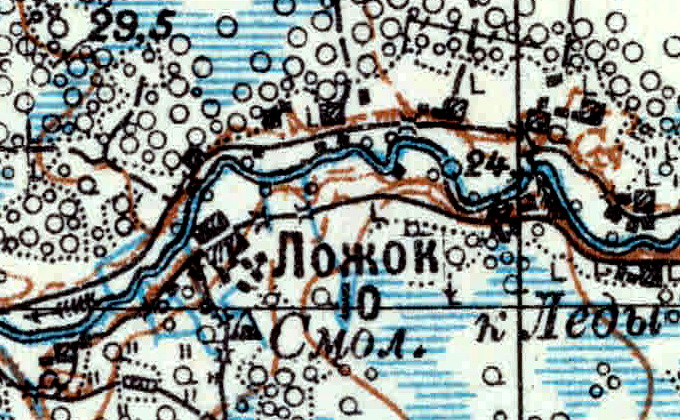
Деревня Ложок на карте 1926 года

Согласно топографической карте 1926 года деревня называлась Ложок и насчитывала 10 крестьянских дворов, в деревне работала смолокурня.
По данным 1933 года деревня Ложек входила в состав Сабицкого сельсовета Лужского района.
По данным 1966 года деревня называлась Ложок и также входила в состав Сабицкого сельсовета.
По данным 1973 года деревня Ложок входила в состав Вердужского сельсовета.
По данным 1990 года деревня Ложок входила в состав Волошовского сельсовета.
По данным 1997 года в деревне Ложок Волошовской волости проживали 6 человек, в 2002 году — 8 человек (все русские).
В 2007 году в деревне Ложок Волошовского СП проживали 3 человека.

## География
Деревня расположена в западной части района к востоку от автодороги 41К-145 (Ретюнь — Сара-Лог).
Расстояние до административного центра поселения — 30 км.
Расстояние до ближайшей железнодорожной станции Серебрянка — 75 км.
Деревня находится на левом берегу реки Сабица.

## Демография
| 1997 | 2007 | 2010 | 2017 |
| ---- | ---- | ---- | ---- |
| 6    | ↘3   | ↗4   | ↘1   |